# Chiesa di San Lazzaro (Lecce)
La chiesa di san Lazzaro è una chiesa di Lecce. È situata fuori dal centro storico, sull'antica strada sterrata che portava alla marina di San Cataldo.

## Storia
La chiesa fu eretta la prima volta nel Quattrocento come attesta un documento del re Ferdinando I di Napoli che rivela la sua esistenza già prima del 1468. Fu riedificata sulle rovine della precedente nel 1763 e ampliata nel 1789. Elevata a parrocchia nel 1906, fu ulteriormente ingrandita nel 1916. Vicino alla vecchia Chiesa, vi era un ospedale per lebbrosi (il lazzaretto) ed esso fu ingrandito nel 1564.

## Descrizione
La chiesa ha una semplice facciata articolata su due ordini. Il primo ordine, diviso in tre zone da paraste, presenta un piccolo portale d'ingresso sul quale è posizionato lo stemma della città. Il secondo ordine, raccordato al primo da volute, presenta un'apertura circolare al centro.
L'interno, a tre navate con abside, custodisce un affresco quattrocentesco di san Lazzaro proveniente dalla primitiva chiesa, un seicentesco Crocifisso ligneo di frà Angelo da Pietrafitta, proveniente dalla distrutta chiesa francescana di Santa Maria del Tempio, le tele dei quattro evangelisti, dell'Immacolata, di san Michele arcangelo, di san Cataldo vescovo, del Sacrificio di Abramo e del Martirio di Sant'Irene. Da menzionare sono inoltre una statua in legno di san Pantaleone e una statua in cartapesta di sant'Eligio, opera di Antonio Maccagnani.
Di fronte alla chiesa si innalza la colonna di san Lazzaro edificata nel 1689.